# GO ANd GO
『GO ANd GO』（ゴーアンゴー）は、古谷野孝雄による日本の野球漫画作品。

## 概要
『月刊少年チャンピオン』（秋田書店）にて1995年から2006年まで月刊では長期の11年間連載されていた。単行本は全30巻。タイトル、「GO ANd GO」はdを小文字にしていることでゴーアンド ゴーとは読まずに、ゴーアンゴーと読む。これは岡山県出身である主人公、新田英吾の口癖である岡山弁でバカを意味する「あんごう」に掛けたものである。
当時にしては早くから先駆けて野球留学について扱っている。11年間連載されていたが、劇中の時間経過は入学から夏の地区予選の約4ヶ月程度しか描かれていない。しかし、たびたび作者が登場人物などの未来について言及しており、作品のある程度の将来性は決まっている。また、巻末には劇中の試合のスコアブックや登場人物についてのコラムなどが載っており、全巻の背表紙には"誰よりも速い球を投げたい"と記されている。

## あらすじ
岡山から東京の野球名門校、芳陽（ほうよう）高校に特待生として入学した新田英吾は、入学早々いきなりチームメイトのプロ注目の打者キャプテン川原に勝負を仕掛け三球三振にしとめる。しかし翌日の練習ではまったくストライクが入らない。実は英吾はストライクが入る日、入らない日があるほど極端なノーコンなのであった…。

## 登場人物

### 芳陽高校
東京の野球名門校だが、甲子園出場は20年前に1度出場して以来遠ざかっていた。日本全国からスポーツ特待生を入学させている。かつては部員数の大半を特待生が占め、先輩による裏でシゴキやイジメが行われていたため、一般部員はほとんどはなく部員数30人程度であったが、柳が入学して以来、その悪しき伝統を改善し、現在では特待生と同じくらいの人数の一般部員が入部して部員数は倍の70人近くとなる。
新田英吾（にった えいご）
投手、左投げ左打ち、1年、185センチ。
本作の主人公、岡山県出身。中学3年で地元の不良達を集めた野球チーム、パープルアッシュに入団し野球を始める。最初は素人同然だったが、恵まれた身体能力を生かして中学生離れした球速を投げる投手に成長、岡山のリトルの大会で16打者連続三球三振を記録する。その後、他県からもスカウトが来るほどの争奪戦を引き起こし、本人の在京志向から帝陵高校の推薦で決まりかけていたのだが、髪形の問題（英吾曰く、野球観の違い）で破談となる。そして、個人の意思を尊重する方針である芳陽高校との条件が一致し、スポーツ特待生として入学する。
「無敵のストレート」「誰よりも速いストレート」を投げることをモットーとしており、球種はストレートのみだけに拘り、日によってはまったくストライクが入らないほどのノーコン（後に克服）だが、球速は140キロ後半から150キロを超え、最終的にMAXは160キロ。さらにほとんど放物線を描かない直線軌道と初速と終速の差が極端に少ないことで、打者はボールがホップする錯覚を起こし、ことごとくボールの下を振ってしまう程のストレートを投げる。また登板しないときはライトを守るが、外野経験が浅いため守備のレベルは高くない。しかし、持ち前の強肩を生かしてランナーを刺す場面も見られ、帝陵戦ではボールを利き手で直接掴んで投げることで俊足の宮下を刺したほど。バッティングはスイングスピードは速く、当たれば飛ぶが変化球がまったく打てないなど打撃が粗いので打者としての能力は低い。
頑固者で先輩を呼び捨てにするほど生意気で、自信過剰な性格。三振を奪うことがセンズリに次ぐ快感と感じ、たびたび三振を取った後、オーガズムに浸っている。中学3年から野球を始めたために野球の経験、知識はかなり浅い上に、恵まれ過ぎた才能ゆえにチームメイトを蔑ろにする、頭に血が昇りやすい、プレッシャーの弱い面があった。岡山出身のため岡山弁を喋り、口癖は「あんごう」。これは岡山弁でバカという意味である。入学早々、同高キャプテンの川原に1打席の勝負を仕掛け、三球三振にしとめる。後に広島東洋カープに入団し、ストッパーとして活躍する。
桜井一志（さくらい かずし）
投手（のちにレフトにコンバート）、左投げ左打ち、1年、174センチ。
群馬県出身、球種はカーブ、スライダー。フィールディングが上手い。球速では新田に勝てないので変化球を磨いていく。同じ左投げということでランディー・ジョンソンをリスペクトしていた。
元々は投手としてではなく川原を彷彿させる打撃センス、足の速さ、フィールディングの良さなど野手としての才能を見込んでスカウトされ、入学後は野手にコンバートさせる予定であったが、本人はあくまでも投手に固執。しかし、帝陵との練習試合に志願の先発するも通用せず、自らの投手としての才能に限界を認め、ついに投手に決別し野手へ転向。その後、すぐに2番レフトの座を掴み取り、奈倉からもホームランを打つなど野手としての才能は開花。内心、強い上昇志向の持ち主ゆえ、生意気な英吾とは犬猿の仲。
川原信幸（かわはら のぶゆき）
一塁手、右投げ右打ち、3年、185センチ。
芳陽高校野球部の主将であり、プロも注目する超高校級の強打者。入学当初は投手であったがこちらのほうのセンスはなく、即野手にコンバートしている。入学時に英吾と勝負し三球三振を喫す。
元々はピッチャー志望で、体格に恵まれないかつ一般部員の柳を見下していた。しかし、自身の球が上級生に通じなかったこと、柳を中心としたチームが上級生相手に渡り合ったことなどから柳を認めるようになった。
柳 典安（やなぎ のりやす）
投手、右投げ右打ち、3年、167センチ。
部内で唯一、一般入部からエースへのし上がった努力の人で、上級生との練習試合で成果を挙げると同時にチームを牽引するリーダーシップを発揮。後に部の悪しき伝統を絶ち、野球に対する真摯な姿勢から多くの部員に慕われている。
スピードはないがカーブ、スライダー、シュートをコーナーに投げ分け、テンポのいいピッチングして守備のリズムを良くし、士気を高める。肩のスタミナがなく、それを補うため変化球を覚えようとするもオーバーワークで肘を故障し、半年のブランクを経て戦列復帰するが実はまだ完治しておらず、都内大会の準決勝で先発として登板し、試合中に肘の悪化して途中降板することになるが、チームメイトの協力で勝利投手として引退する。入部当初は一般入部のために特待生の川原たちから「チビ」と呼ばれバカにされていたが、上級生のイジメを通じて結束し認められる。幼いときに見た江川卓が投げたボールの風を切る音と英吾の投げるボールが同じだと言い、年下でありながら英吾に憧れている。また、エースとしてチームを引っ張る姿に、英吾すら唯一敬語を使われるほど尊敬されている。
村上邦男（むらかみ くにお）
捕手、右投げ右打ち、3年、168センチ。
蟹江に比べ、小柄だがリードで引っ張る。主に柳とバッテリーを組む。入学当初は英吾とバッテリーを組んでいたがまったくストライクが入らず即、バッテリーを解消。
大泉音春（おおいずみ おとはる）
遊撃手、右投げ右打ち、3年、182センチ。
部では川原の次ぐ実力者で、練習では快音を飛ばし、遠山監督からの難題と言えるノルマをこなし、並以上の素質があるのだが、ひとたび試合になると緊張してしまい結果が出せず、まわりから"眠れる3番打者"という異名をつけられる。
飄々としているようで、内心では結果が出ないことに焦心に駆られていたが、予選決勝での安打で自身を得てからは甲子園で活躍を見せるようになる。チーム内では珍しく英吾と対等の関係で仲が良い。
蟹江幸夫（かにえ ゆきお）
捕手、右投げ右打ち、2年。
英吾が村上とは相性が悪く、ストライクが入らないため、それ以来バッテリーを組むようになる。新田のお目付け役でもあり、新田が暴走したときはよく殴っている。大柄なキャッチャー体型で強肩であるが、肥満体形で鈍足なので打撃ではあまり目立たない。
佐島智彦（さじま ともひこ）
中堅手、右投げ両打ち（基本は左打ち）、2年、176センチ。
チーム1の俊足で一番打者。芳陽の切り込み隊長。
井沢直樹（いざわ なおき）
三塁手、右投げ右打ち、2年、180センチ。
2年にして川原の後を打つ五番に座る。ライン際の守備に強く、"ライン際の魔術師"と自称している。
田所 淳（たどころ あつし）
二塁手、右投げ右打ち、2年、173センチ。
6番を打ち、堅実な守備とバントでチームに貢献する。
石本（いしもと）
投手、右投げ右打ち、2年
芳陽の控え投手。柳や英吾の影に隠れがちだが、実力自体は高い。
遠山良太郎（とおやま りょうたろう）
芳陽高校野球部監督。超がつくほどのテレ屋ですぐ顔が赤くなる、無口なだけに時には鉄拳制裁で語ることも少なくない。そのためノックを打つ際、全部員に注目されることで緊張して力の加減が出来ず、誰も取れないほど全力でノックを打ってしまう。高校時代までは投手であり、監督になった今でもバッティングピッチャーを務めると英吾並みのボールを投げられる。（近くで見ていた部員評では、球威はガルベス並み。）
関根 久（せきね ひさし）
芳陽高校野球部OB。たびたび野球部に訪れ、他校の情報を伝える。新田とは入学の交渉をし、桜井も川原の後を継げる打者になれると評し、遠山に獲得を進言した。
矢田浩二（やだ こうじ）
川原たちが1年のときのキャプテン、徹底的に1年をイジメる。

### 巣ヶ野北高校
芳陽のライバル校であり、劇中では通称「巣ヶ北」と呼ばれている。
奈倉一樹（なぐら かずき）
投手、右投げ右打ち、1年。
巣ヶ北のエースで150キロのストレートとキャッチャーが取れないほどの高速スライダーを投げる。英吾とはライバルに当たる。
毎日どんな試合展開になろうと最後まで試合を見るほどの熱烈な巨人ファンだが、尊敬する選手は広島の津田恒美であり、メジャーからのオファーがあったが一切興味を示さず、卒業後、広島への入団を切望している。巣ヶ野北に入学した理由も監督が同じ津田姓だったからである。
須藤（すどう）
三塁手、右投げ右打ち、3年。
巣ヶ北の4番で川原と都内No.1打者を争うほどの強打者。英吾が川原と対決したように奈倉と対決し、10球勝負で完敗する。
村瀬（むらせ）
二塁手、右投げ右打ち、3年。
巣ヶ北の主将。控えではあるが巣ヶ北の精神的支柱である。川原曰く、信用のできる人間。一塁ベースはヘッドスライディングするより駆け抜けたほうが速いということを持論としており、ヘッドスライディングした選手には叱る。
中橋（なかはし）
捕手、右投げ右打ち。
奈倉とバッテリーを組んでおり、クイックの速くない奈倉を余り補うほどの強肩でスローイングが早い。
津田洋一郎（つだ よういちろう）
巣ヶ北のベテラン監督。

### 帝陵高校
甲子園常連校、昨年も甲子園でベスト8に進出した。モデルは帝京高校。
米森（よねもり）
左打ち左投げ、3年。
帝陵高校の主将、抜群のバッティングセンスを持っていながらパワー不足に苦しんでいたが、一冬越えることで身体が二回りほど大きくなり、パワーをつける。川原とはリトル時代のチームメイトで、つまらない意地の張り合いをする仲。
久保田（くぼた）
投手、右投げ右打ち、3年。
帝陵のエース。2年からエースの座につき、甲子園ベスト8投手。球速、持ち球は桜井とほぼ同じ程度だが、それ以上の変化球のキレを持つ。不調から吉川にエースの座を奪われかける。また登板しないときはショートを守る。
宮下（みやした）
中堅手、右投げ右打ち、3年。
佐島並の足の速さと選球眼の良さで出塁率7割は越える。守備も俊足を生かした広い守備範囲を誇り、その守備力の高さは、神宮球場で大泉のホームランボールをフェンスによじ登りキャッチしたほど。
吉川（きっかわ）
投手、右投げ右打ち、1年。
久保田の不調に変わって抜擢される、2種類のフォークを投げ分け、後に独学でカーブ、スライダーも習得するが協調性に欠ける性格ゆえに卒業までエースナンバーをつけることはなかった。しかしそれでも帝陵にとって不可欠な男になる。
嶋田（しまだ）
帝陵高校野球部の監督。選手に自主的に考えさせてプレーさせる方針だが、凡ミス、怠慢プレーを起こす選手は試合に出る資格ナシと判断し、試合中でも即交代させる。新田の実家に訪れて入学の交渉していたが結局、破談となったことでそれ以来、英吾とは因縁の仲となる。また新田獲得を逃して件以来、彼の人生は狂い始めることから、後に劇中での高校野球雑誌で高校野球界でツイてない監督一位という不名誉なランキングに選ばれてしまう。

### 教学院高校
武智翔太（たけち しょうた）
投手、左投げ左打ち、3年。
教学院のエース。球速はないが、星野伸之、今中慎二のような浮き上がるほどスローカーブを投げ、芳陽と善戦する。
武智友宏（たけち ともひろ）
翔太の父であり、野球部の監督でもあるので他の部員と同じように扱うため、父と呼ぶことを禁じ、家でも監督と呼ぶようにさせている。

### 開洋台高校
坂本一平（さかもと いっぺい）
投手、右投げ右打ち、1年。
球威、キレはないが低めに集めるコントロールを買われ1年にして、室井からエースに抜擢される。自信過剰な性格はどこか英吾と似ている。非常に飽き性な性格で、過去にサッカーを一ヶ月、剣道を二週間で辞めていたが、野球だけはシニア時代にパープルアッシュと対戦したことで楽しさを知り、続けるようになる。この対戦で英吾をライバル視しているが当の本人からは名前を間違われる、果てはシニア時代の対戦も忘れられているなど散々な扱いで相手にされていない。
室井和良（むろい かずよし）
過去に山形、岩手の弱小校を甲子園常連校に育て上げた名将。その腕を買われ、弱小である開洋台立て直しのために就任。就任時、強豪校に実力が劣る部員を捨て駒扱いし、優秀な部員を集めるため都内ベスト８を目指し、プレースタイルを徹底して叩きつけてゴロを狙う打法、打球を跨いでエラーを誘う走塁など勝つために特化した小細工のみを教える方針に変える非情さを見せるが、実は一人でも反対する部員がいれば普通の野球を教えるつもりだったと語るなど、意思を尊重する人物でそのため部員から信頼も厚い。

### PN学園
関西にある強豪校、モデルはPL学園
中西泰三（なかにし たいぞう）
PN学園の監督、全日本高校選抜メンバーの監督を務め、アメリカの高校選抜と対戦する。なまじ英語教師であるためにアメリカ選抜の監督と通訳を介さずそのまま会話するが、微妙にニュアンスが違っていて、真意が伝わらず、結果的に挑発と勘違いされて激怒させてしまう。巣ヶ北の津田監督とは大学の先輩にあたる。

### 玉野光北高校
岡山の県立高校、モデルは玉野光南
竹宮作次（たけみや さくじ）
捕手、右投げ左打ち、1年。
英吾の岡山パープルアッシュ時代のチームメイトであり親友。「竹ちょ」というあだ名で呼ばれている。小柄であるが、チーム内の不良達の中でも一番喧嘩が強く、自分よりも一回り以上の体格を持つ英吾とも渡り合うほどで、チームでもリーダー格。野球の実力も中学生にして打撃は超高校級、キャッチングは英吾のワンバウンドする速球の荒れ球を身体ひとつ動かすことなく、ハンドリングだけで捕球することからプロ級と中西に評される。英吾が来るまではピッチャーをつとめ、英吾には及ばないも中学レベルでは群を抜く速さのストレートとキレのあるスライダー、カーブ、チェンジアップを投げる。
プライドが高い性格で、元々は左利きであったが誤って翔子に右用グラブを渡されて恥をかいてしまい、その後は意地（翔子が渡したグローブをどうしても使いたかったため）による猛練習で無理やり右投げに矯正する。また、翔子に惚れていたが硬派を貫いて周りには隠していたが、英吾との出会いによって公にした。
後に阪神タイガースに入団し、主軸打者として活躍する。引退時の「これまで一番速かった球」という質問には「中学時代の英吾が投げた球」と答えた。

### 岡山パープルアッシュ
岡山南警察署の少年課が補導歴のある少年たちを更生させる目的に作ったチーム。当初はメンバー達の熱意はなく、特に試合が行われることが多い日曜日にはサボる者もいたほどだが、県大会優勝チームを破ったことで活気を見せるようになる。英吾が野球を始めるきっかけにもなった。
谷矢翔子（たにや しょうこ）
岡山南警察署の少年課の警官であり岡山パープルアッシュ監督。不良が占めるパープルアッシュの連中を従えるほど厳しい性格で、1、2時間を平気で越えるほど説教するが、美人で不良たちにも慕われている。英吾に野球を教えた人物であり、英吾と作次に惚れられていたが、後に寿退職することを打ち明かして2人を落胆させ、英吾に上京志向を与えるきっかけとなる。
飯森静香（いいもり しずか）
翔子と同じ課の警官で、岡山パープルアッシュ副監督を務める。翔子と異なり容姿は良くない。翔子が退職した後、監督を引き継ぐ。

### その他
新田祖母
英吾の祖母。喧嘩で頭に傷ができた英吾を笑ってバカにしたことで英吾を金髪（ハゲ隠しの保護色）に染めさせ、この件が無ければ帝陵に進学していたであろうことからある意味で英吾の人生を変えた人物。
坂本道夫（さかもと　みちお）
海洋台の坂本一平の実弟、小学生。転勤の多い家庭事情のため友達ができず、代わりに一平を慕っていたが歳が離れていたために相手にされず、嫌うようになっていたが兄の野球をする姿に改心する。また水泳をやっており、当初はカナヅチであったが英吾に触発されたことで、後に日本を代表する水泳選手となる。